# Đào Dương
Đào Dương là một xã thuộc huyện Ân Thi, tỉnh Hưng Yên, Việt Nam.

## Địa lý
Xã Đào Dương nằm ở phía bắc huyện Ân Thi, có vị trí địa lý:
- Phía đông giáp xã Bắc Sơn và xã Quang Vinh
- Phía tây giáp xã Vân Du và huyện Yên Mỹ
- Phía nam giáp xã Quang Vinh
- Phía bắc giáp và xã Bắc Sơn và huyện Yên Mỹ.

Xã Đào Dương có diện tích 6,26 km², dân số năm 2019 là 8.666 người, mật độ dân số đạt 1.385 người/km².

## Hành chính
Xã Đào Dương có 5 thôn, ấp được chia thành 4 thôn: Đào Xá, Nhuệ Giang, Phần Dương, Phần Lâm và ấp An Dương.

## Giao thông
Xã Đào Dương có tỉnh lộ 199 và tỉnh lộ 204 chạy qua.